# Вукадин (ТВ серија)
„Вукадин” је југословенска телевизијска серија снимљена 1968. године у продукцији Телевизије Београд. Сценарио је заснован на истоименом књижевном делу Стевана Сремца.

## Епизоде
| Сезона | Епизода | Назив | Датум           |
| ------ | ------- | ----- | --------------- |
| 1      | 1       | /     | 16. марта 1968. |
| 1      | 2       | /     | 23. марта 1968. |
| 1      | 3       | /     | 30. марта 1968. |

## Улоге
| Глумац                    | Улога                |
| ------------------------- | -------------------- |
| Миодраг Андрић            | Вукадин (3 еп. 1968) |
| Бора Тодоровић            | (3 еп. 1968)         |
| Северин Бијелић           | (2 еп. 1968)         |
| Капиталина Ерић           | (2 еп. 1968)         |
| Мирко Милисављевић        | (2 еп. 1968)         |
| Светолик Никачевић        | (2 еп. 1968)         |
| Љубиша Бачић              | (1 еп. 1968)         |
| Мирослава Бобић           | (1 еп. 1968)         |
| Богић Бошковић            | (1 еп. 1968)         |
| Милка Лукић               | (1 еп. 1968)         |
| Невенка Микулић           | (1 еп. 1968)         |
| Бранислав Цига Миленковић | (1 еп. 1968)         |
| Ташко Начић               | (1 еп. 1968)         |
| Миодраг Радовановић       | (1 еп. 1968)         |
| Никола Симић              | (1 еп. 1968)         |
| Михајло Викторовић        | (1 еп. 1968)         |
| Момчило Животић           | (1 еп. 1968)         |

Комплетна ТВ екипа ▼
| Редитељ    | Јован Коњовић        | (3 еп. 1968) |
| Сценариста | Александар Обреновић | (3 еп. 1968) |
| Сценариста | Стеван Сремац        | (3 еп. 1968) |